# Burgenlandkreis (1994-2007)
Burgenlandkreis is een voormalig district (Landkreis) in de Duitse deelstaat Saksen-Anhalt. Het heeft een oppervlakte van 1040,95 km² en een inwoneraantal van 135.051 (31-05-2005). Op 1 juli 2007 is het district samengevoegd met het district Weißenfels tot het nieuwe district Burgenlandkreis.

## Geschiedenis
Het district is in 1994 ontstaan uit een fusie van de voormalige districten Naumburg, Nebra en Zeitz.
Bij de herindeling van Saksen-Anhalt voor 2007 is besloten dat het district fuseert met het district Weißenfels. De vastgestelde naam door het deelstaatparlement van Saksen-Anhalt hiervan was Landkreis Burgenland. In de eerste zitting van de districtsraad is echter besloten tot handhaving van de naam Burgenlandkreis uit kostenoverwegingen.

## Bestuurlijke indeling
Het district was bestuurlijk ingedeeld in twee eenheidsgemeenten en 6 Verwaltungsgemeinschaften. De samenstelling was als volgt (met inwoners op 31 december 2006):
| Eenheidsgemeenten - 1. Elsteraue (9.696) - 2. Naumburg (Saale) (29.359) |

Verwaltungsgemeinschaften

(* = Zetel van de Verwaltungsgemeinschaft)
| - 1. Verwaltungsgemeinschaft An der Finne 1. Altenroda (567) 2. Bad Bibra, Stad * (2.152) 3. Billroda (516) 4. Bucha (285) 5. Burgholzhausen (288) 6. Eckartsberga, Stadt (1.859) 7. Golzen (210) 8. Herrengosserstedt (596) 9. Kahlwinkel (358) 10. Klosterhäseler (783) 11. Lossa (843) 12. Memleben (716) 13. Möllern (363) 14. Saubach (700) 15. Steinburg (180) 16. Taugwitz (914) 17. Thalwinkel (189) 18. Tromsdorf (392) 19. Wischroda (496) 20. Wohlmirstedt (944) - 2. Verwaltungsgemeinschaft Bad Kösen 1. Abtlöbnitz (153) 2. Bad Kösen, Stad * (5.360) 3. Crölpa-Löbschütz (546) 4. Janisroda (212) 5. Leislau (264) 6. Prießnitz (315) | - 3. Verwaltungsgemeinschaft Droyßiger-Zeitzer Forst 1. Bergisdorf (412) 2. Breitenbach (336) 3. Bröckau (390) 4. Döschwitz (884) 5. Droßdorf (691) 6. Droyßig * (1.828) 7. Grana (755) 8. Haynsburg (547) 9. Heuckewalde (441) 10. Kretzschau (1.303) 11. Schellbach (511) 12. Weißenborn (376) 13. Wetterzeube (1.132) 14. Wittgendorf (676) - 4. Verwaltungsgemeinschaft Unstruttal 1. Balgstädt (633) 2. Baumersroda (350) 3. Burgscheidungen (592) 4. Burkersroda (323) 5. Ebersroda (183) 6. Freyburg (Unstrut), Stad * (4.342) 7. Gleina (866) 8. Größnitz (167) 9. Hirschroda (181) 10. Karsdorf (1.921) 11. Kirchscheidungen (365) 12. Laucha an der Unstrut, Stad (2.395) 13. Nebra, Stad (2.612) 14. Pödelist (338) 15. Reinsdorf (582) 16. Schleberoda (184) 17. Wangen (511) 18. Weischütz (184) 19. Zeuchfeld (231) | - 5. Verwaltungsgemeinschaft Wethautal 1. Casekirchen (273) 2. Gieckau (343) 3. Goldschau (317) 4. Görschen (527) 5. Heidegrund (672) 6. Löbitz (447) 7. Meineweh (641) 8. Mertendorf (712) 9. Molau (551) 10. Osterfeld, Stad * (1.340) 11. Pretzsch (171) 12. Schönburg (1.090) 13. Stößen, Stad (1.036) 14. Unterkaka (308) 15. Utenbach (134) 16. Waldau (515) 17. Wethau (715) - 6. Verwaltungsgemeinschaft Zeitzer Land 1. Deuben (1.136) 2. Döbris (71) 3. Geußnitz (662) 4. Kayna (1.483) 5. Luckenau (593) 6. Nonnewitz (841) 7. Theißen (1.915) 8. Würchwitz (642) 9. Zeitz, Stad * (28.117) |